# Marco Tomsic
Marko Tomsic (*Đakovo, Croacia, 5 de febrero de 1986), futbolista croata. Juega de volante y su primer equipo fue NK Maksimir actualmente No tiene equipo.

## Clubes
| Club           | País      | Año       |
| -------------- | --------- | --------- |
| NK Maksimir    | Croacia   | 2007-2008 |
| RoPS           | Finlandia | 2008-2009 |
| FC Santa Claus | Finlandia | 2009      |
| Aragua Fc      | Venezuela | 2009-2012 |

- Datos: Q16302826